# 괜찮은 일자리
괜찮은 일자리(Decent work)는 ‘일할 보람이 있는 인간다운 일’이라는 뜻으로, 1999년에 국제 노동 기구(ILO) 총회에서 21세기 국제 노동 기구의 목표로 제안되었으며 지지를 받은 개념이다. 영어 단어 decent는 ‘괜찮은’, ‘제대로 된’, ‘적정한’이라는 뜻이 있다. 2006년 국제 연합 경제 이사회에서는 경제적, 사회적 및 문화적 권리에 관한 국제 규약 제7조의 ‘공정하고 바람직한 조건에서의 작업’을 괜찮은 일자리로 해석해야 한다는 총괄 소견을 낸 바 있다. 그리고 2011년에 채택된 가내 노동자에 대한 국제 노동 조약 제189호의 표제에 명기된 적도 있다.

## 개요
괜찮은 일자리는 인간다운 생활을 지속적으로 영위할 수 있는 인간다운 노동 조건 중 하나이다. 직접적인 노동 조건은 노동 시간, 임금, 휴가 일수, 노동의 내용 등이 인간의 존엄과 건강을 해치지 않는 것이며 인간다운 생활을 지속적으로 영위할 수 있도록 하는 것을 요구한다. 또한 이러한 것들을 보장하는 노동 조건으로 결사의 자유와 단체 교섭권, 실업 보험과 충분한 고용, 고용 차별의 폐지 및 최저 임금의 보장을 요구한다. 이러한 여러 노동 조건이 확보되었을 때 괜찮은 일자리가 실현되었다고 하는 것이다.
국제 노동 기구는 이런 노동 조건들을 구체적으로 조약이나 권고로 결정하고 감시기관을 통해 감시하여 모든 사람들이 괜찮은 일자리를 실현할 수 있도록 추진하고 있다.

## 같이 보기
- 무자유 노동
- 국제 노동 기구
- 국제 통화 기금
- 국제노동조합총연맹
- 직무 만족
- 노동권
- 직업안전보건
- 노동조합
- 워싱턴 합의
- 세계은행 그룹
- 세계무역기구